# Aeroportul Vologda
Aeroportul Vologda (IATA: VGD, ICAO: ULWW) este un aeroport din Regiunea Vologda, Rusia. Aeroportul a fost tranzitat în 2017 de 5.315 pasageri. A fost deschis în 1931.
Situat la o altitudine de 118 m, aeroportul dispune de o singură pistă. Este operat de Vologda Aviation Enterprise⁠(d).